# 秦家穆
秦家穆，四川省忠州直隸州人，清朝政治人物、進士出身。
光緒十六年（1890年），参加光緒庚寅科殿試，登進士二甲125名。同年五月，著主事，分部学习。